# 1996-os Le Mans-i 24 órás verseny
A 64. Le Mans-i 24 órás versenyt 1996. június 15. és június 16. között rendezték meg.

## Végeredmény
| Helyezés | Kategória | #  | Csapat                                     | Versenyző                                              | Modell                             | Gumi | Körök |
| Helyezés | Kategória | #  | Csapat                                     | Versenyző                                              | Motor                              | Gumi | Körök |
| -------- | --------- | -- | ------------------------------------------ | ------------------------------------------------------ | ---------------------------------- | ---- | ----- |
| 1        | LMP1      | 7  | Joest Racing                               | Davy Jones Alexander Wurz Manuel Reuter                | TWR Porsche WSC-95                 | G    | 354   |
| 1        | LMP1      | 7  | Joest Racing                               | Davy Jones Alexander Wurz Manuel Reuter                | Porsche Type-935 3.0L Turbo Flat-6 | G    | 354   |
| 2        | GT1       | 25 | Porsche AG                                 | Hans Joachim Stuck Thierry Boutsen Bob Wollek          | Porsche 911 GT1                    | M    | 353   |
| 2        | GT1       | 25 | Porsche AG                                 | Hans Joachim Stuck Thierry Boutsen Bob Wollek          | Porsche 3.2L Turbo Flat-6          | M    | 353   |
| 3        | GT1       | 26 | Porsche AG                                 | Karl Wendlinger Yannick Dalmas Scott Goodyear          | Porsche 911 GT1                    | M    | 341   |
| 3        | GT1       | 26 | Porsche AG                                 | Karl Wendlinger Yannick Dalmas Scott Goodyear          | Porsche 3.2L Turbo Flat-6          | M    | 341   |
| 4        | GT1       | 30 | West Competition David Price Racing        | John Nielsen Dr. Thomas Bscher Peter Kox               | McLaren F1 GTR                     | G    | 338   |
| 4        | GT1       | 30 | West Competition David Price Racing        | John Nielsen Dr. Thomas Bscher Peter Kox               | BMW S70 6.1L V12                   | G    | 338   |
| 5        | GT1       | 34 | Gulf Racing GTC Racing                     | Pierre-Henri Raphanel Lindsay Owen-Jones David Brabham | McLaren F1 GTR                     | M    | 335   |
| 5        | GT1       | 34 | Gulf Racing GTC Racing                     | Pierre-Henri Raphanel Lindsay Owen-Jones David Brabham | BMW S70 6.1L V12                   | M    | 335   |
| 6        | GT1       | 29 | Harrods Mach One Racing David Price Racing | Andy Wallace Olivier Grouillard Derek Bell             | McLaren F1 GTR                     | G    | 328   |
| 6        | GT1       | 29 | Harrods Mach One Racing David Price Racing | Andy Wallace Olivier Grouillard Derek Bell             | BMW S70 6.1L V12                   | G    | 328   |
| 7        | LMP1      | 5  | La Filière Elf                             | Henri Pescarolo Franck Lagorce Emmanuel Collard        | Courage C36                        | M    | 327   |
| 7        | LMP1      | 5  | La Filière Elf                             | Henri Pescarolo Franck Lagorce Emmanuel Collard        | Porsche Type-935 3.0L Turbo Flat-6 | M    | 327   |
| 8        | GT1       | 39 | Team Bigazzi SRL Team BMW Motorsport       | Nelson Piquet Johnny Cecotto Danny Sullivan            | McLaren F1 GTR                     | M    | 324   |
| 8        | GT1       | 39 | Team Bigazzi SRL Team BMW Motorsport       | Nelson Piquet Johnny Cecotto Danny Sullivan            | BMW S70 6.1L V12                   | M    | 324   |
| 9        | GT1       | 33 | Gulf Racing GTC Racing                     | Ray Bellm James Weaver JJ Lehto                        | McLaren F1 GTR                     | M    | 323   |
| 9        | GT1       | 33 | Gulf Racing GTC Racing                     | Ray Bellm James Weaver JJ Lehto                        | BMW S70 6.1L V12                   | M    | 323   |
| 10       | GT1       | 48 | Canaska Southwind Motorsport               | Price Cobb Shawn Hendricks Mark Dismore                | Chrysler Viper GTS-R               | M    | 320   |
| 10       | GT1       | 48 | Canaska Southwind Motorsport               | Price Cobb Shawn Hendricks Mark Dismore                | Chrysler 356-T6 8.0L V10           | M    | 320   |
| 11       | GT1       | 38 | Team Bigazzi SRL Team BMW Motorsport       | Jacques Laffite Steve Soper Marc Duez                  | McLaren F1 GTR                     | M    | 318   |
| 11       | GT1       | 38 | Team Bigazzi SRL Team BMW Motorsport       | Jacques Laffite Steve Soper Marc Duez                  | BMW S70 6.1L V12                   | M    | 318   |
| 12       | GT2       | 79 | Roock Racing Team                          | Guy Martinolle Ralf Kelleners Bruno Eichmann           | Porsche 911 GT2                    | M    | 317   |
| 12       | GT2       | 79 | Roock Racing Team                          | Guy Martinolle Ralf Kelleners Bruno Eichmann           | Porsche 3.6L Turbo Flat-6          | M    | 317   |
| 13       | LMP1      | 4  | Courage Compétition                        | Mario Andretti Jan Lammers Derek Warwick               | Courage C36                        | M    | 315   |
| 13       | LMP1      | 4  | Courage Compétition                        | Mario Andretti Jan Lammers Derek Warwick               | Porsche Type-935 3.0L Turbo Flat-6 | M    | 315   |
| 14       | GT2       | 71 | New Hardware Racing Parr Motorsport        | Bill Farmer Greg Murphy Robert Nearn                   | Porsche 911 GT2                    | P    | 313   |
| 14       | GT2       | 71 | New Hardware Racing Parr Motorsport        | Bill Farmer Greg Murphy Robert Nearn                   | Porsche 3.6L Turbo Flat-6          | P    | 313   |
| 15       | GT1       | 23 | NISMO                                      | Kazuyoshi Hoshino Masahiro Hasemi Szuzuki Tosio        | Nissan Skyline GT-R LM             | B    | 307   |
| 15       | GT1       | 23 | NISMO                                      | Kazuyoshi Hoshino Masahiro Hasemi Szuzuki Tosio        | Nissan 2.8L Turbo I6               | B    | 307   |
| 16       | GT2       | 75 | Team Kunimitsu Honda                       | Kunimitsu Takahashi Keiichi Tsuchiya Akira Iida        | Honda NSX                          | Y    | 305   |
| 16       | GT2       | 75 | Team Kunimitsu Honda                       | Kunimitsu Takahashi Keiichi Tsuchiya Akira Iida        | Honda 3.0L V6                      | Y    | 305   |
| 17       | GT2       | 83 | New Hardware Racing Parr Motorsport        | Stéphane Ortelli Andy Pilgrim Andrew Bagnall           | Porsche 911 GT2                    | P    | 299   |
| 17       | GT2       | 83 | New Hardware Racing Parr Motorsport        | Stéphane Ortelli Andy Pilgrim Andrew Bagnall           | Porsche 3.6L Turbo Flat-6          | P    | 299   |
| 18       | GT2       | 77 | Seikel Motorsport                          | Guy Fuster Manfred Jurasz Takaji Suzuki                | Porsche 911 GT2                    | P    | 297   |
| 18       | GT2       | 77 | Seikel Motorsport                          | Guy Fuster Manfred Jurasz Takaji Suzuki                | Porsche 3.6L Turbo Flat-6          | P    | 297   |
| 19       | GT1       | 28 | Newcastle United Lister                    | Geoff Lees Tiff Needell Anthony Reid                   | Lister Storm GTS                   | M    | 295   |
| 19       | GT1       | 28 | Newcastle United Lister                    | Geoff Lees Tiff Needell Anthony Reid                   | Jaguar 7.0L V12                    | M    | 295   |
| 20       | GT2       | 82 | Larbre Compétition                         | Patrice Goueslard André Ahrle Patrick Bourdais         | Porsche 911 GT2                    | M    | 284   |
| 20       | GT2       | 82 | Larbre Compétition                         | Patrice Goueslard André Ahrle Patrick Bourdais         | Porsche 3.6L Turbo Flat-6          | M    | 284   |
| 21       | GT1       | 50 | Viper Team Oreca                           | Philippe Gache Eric Hélary Olivier Beretta             | Chrysler Viper GTS-R               | M    | 283   |
| 21       | GT1       | 50 | Viper Team Oreca                           | Philippe Gache Eric Hélary Olivier Beretta             | Chrysler 356-T6 8.0L V10           | M    | 283   |
| 22       | GT1       | 27 | Chereau Sports Larbre Compétition          | Jean-Luc Chereau Pierre Yver Jack Leconte              | Porsche 911 GT2 Evo                | M    | 279   |
| 22       | GT1       | 27 | Chereau Sports Larbre Compétition          | Jean-Luc Chereau Pierre Yver Jack Leconte              | Porsche 3.6L Turbo Flat-6          | M    | 279   |
| 23       | GT1       | 49 | Canaska Southwind Motorsport               | Alain Cudini Victor Sifton John Morton                 | Chrysler Viper GTS-R               | M    | 269   |
| 23       | GT1       | 49 | Canaska Southwind Motorsport               | Alain Cudini Victor Sifton John Morton                 | Chrysler 356-T6 8.0L V10           | M    | 269   |
| 24       | GT1       | 46 | Team Menicon SARD Co. Ltd.                 | Alain Ferté Mauro Martini Pascal Fabre                 | SARD MC8-R                         | D    | 256   |
| 24       | GT1       | 46 | Team Menicon SARD Co. Ltd.                 | Alain Ferté Mauro Martini Pascal Fabre                 | Toyota 4.0L Turbo V8               | D    | 256   |
| 25       | LMP2      | 20 | Mazdaspeed Co. Ltd.                        | Yojiro Terada Jim Downing Franck Fréon                 | Kudzu DLM                          | G    | 251   |
| 25       | LMP2      | 20 | Mazdaspeed Co. Ltd.                        | Yojiro Terada Jim Downing Franck Fréon                 | Mazda 2.0L 3-Rotor                 | G    | 251   |
| 26 DNF   | LMP1      | 8  | Joest Racing                               | Michele Alboreto Pierluigi Martini Didier Theys        | TWR Porsche WSC-95                 | G    | 300   |
| 26 DNF   | LMP1      | 8  | Joest Racing                               | Michele Alboreto Pierluigi Martini Didier Theys        | Porsche Type-935 3.0L Turbo Flat-6 | G    | 300   |
| 27 DNF   | LMP2      | 14 | Welter Racing SARL                         | Patrick Gonin Pierre Petit Marc Rostan                 | WR LM96                            | M    | 221   |
| 27 DNF   | LMP2      | 14 | Welter Racing SARL                         | Patrick Gonin Pierre Petit Marc Rostan                 | Peugeot 2.0L Turbo I4              | M    | 221   |
| 28 DNF   | LMP1      | 3  | Courage Compétition                        | Didier Cottaz Philippe Alliot Jérôme Policand          | Courage C36                        | M    | 215   |
| 28 DNF   | LMP1      | 3  | Courage Compétition                        | Didier Cottaz Philippe Alliot Jérôme Policand          | Porsche Type-935 3.0L Turbo Flat-6 | M    | 215   |
| 29 DNF   | GT1       | 22 | NISMO                                      | Aguri Suzuki Masahiko Kageyama Masahiko Kondo          | Nissan Skyline GT-R LM             | B    | 209   |
| 29 DNF   | GT1       | 22 | NISMO                                      | Aguri Suzuki Masahiko Kageyama Masahiko Kondo          | Nissan 2.8L Turbo I6               | B    | 209   |
| 30 DNF   | WSC       | 17 | Racing For Belgium Team Scandia            | Eric van de Poele Marc Goossens Eric Bachelart         | Ferrari 333 SP                     | P    | 208   |
| 30 DNF   | WSC       | 17 | Racing For Belgium Team Scandia            | Eric van de Poele Marc Goossens Eric Bachelart         | Ferrari F310E 4.0L V12             | P    | 208   |
| 31 DNF   | GT1       | 57 | Team SARD Toyota Co. Ltd.                  | Masanori Sekiya Hidetoshi Matsusada Masami Kageyama    | Toyota Supra LM                    | D    | 205   |
| 31 DNF   | GT1       | 57 | Team SARD Toyota Co. Ltd.                  | Masanori Sekiya Hidetoshi Matsusada Masami Kageyama    | Toyota 3S-GTE 2.1L Turbo I4        | D    | 205   |
| 32 DNF   | LMP2      | 15 | Welter Racing SARL                         | William David Sébastian Enjolras Arnaud Trévisiol      | WR LM96                            | M    | 162   |
| 32 DNF   | LMP2      | 15 | Welter Racing SARL                         | William David Sébastian Enjolras Arnaud Trévisiol      | Peugeot 2.0L Turbo I4              | M    | 162   |
| 33 DNF   | WSC       | 19 | Riley & Scott Cars Inc.                    | Wayne Taylor Scott Sharp Jim Pace                      | Riley & Scott MkIII                | P    | 157   |
| 33 DNF   | WSC       | 19 | Riley & Scott Cars Inc.                    | Wayne Taylor Scott Sharp Jim Pace                      | Oldsmobile Aurora 4.0L V8          | P    | 157   |
| 34 DNF   | GT1       | 53 | Kokusai Kaihatsu Racing Giroix Racing Team | Fabien Giroix Jean-Denis Délétraz Maurizio Sandro Sala | McLaren F1 GTR                     | M    | 146   |
| 34 DNF   | GT1       | 53 | Kokusai Kaihatsu Racing Giroix Racing Team | Fabien Giroix Jean-Denis Délétraz Maurizio Sandro Sala | BMW S70 6.1L V12                   | M    | 146   |
| 35 DNF   | GT1       | 59 | Ennea SRL Ferrari Club Italia              | Robert Donovan Piero Nappi Óta Tecuja                  | Ferrari F40 GTE                    | P    | 129   |
| 35 DNF   | GT1       | 59 | Ennea SRL Ferrari Club Italia              | Robert Donovan Piero Nappi Óta Tecuja                  | Ferrari F120B 3.5L Turbo V8        | P    | 129   |
| 36 DNF   | GT2       | 74 | Agusta Racing Team, Ltd.                   | Ricardo Agusta Almo Copelli Patrick Camus              | Callaway Corvette                  | D    | 114   |
| 36 DNF   | GT2       | 74 | Agusta Racing Team, Ltd.                   | Ricardo Agusta Almo Copelli Patrick Camus              | Chevrolet LT1 6.2L V8              | D    | 114   |
| 37 DNF   | LMP1      | 1  | Kremer Racing                              | Christophe Bouchut Jürgen Lässig Harri Toivonen        | Kremer K8 Spyder                   | G    | 110   |
| 37 DNF   | LMP1      | 1  | Kremer Racing                              | Christophe Bouchut Jürgen Lässig Harri Toivonen        | Porsche Type-935 3.0L Turbo Flat-6 | G    | 110   |
| 38 DNF   | GT1       | 37 | Konrad Motorsport                          | Franz Konrad Antonio Herrmann de Azevedo Wido Rössler  | Porsche 911 GT2 Evo                | M    | 107   |
| 38 DNF   | GT1       | 37 | Konrad Motorsport                          | Franz Konrad Antonio Herrmann de Azevedo Wido Rössler  | Porsche 3.6L Turbo Flat-6          | M    | 107   |
| 39 DNF   | GT1       | 44 | Ennea SRL Igol                             | Luciano della Noce Anders Olofsson Carl Rosenblad      | Ferrari F40 GTE                    | P    | 98    |
| 39 DNF   | GT1       | 44 | Ennea SRL Igol                             | Luciano della Noce Anders Olofsson Carl Rosenblad      | Ferrari F120B 3.5L Turbo V8        | P    | 98    |
| 40 DNF   | GT1       | 51 | Viper Team Oreca                           | Dominique Dupuy Perry McCarthy Justin Bell             | Chrysler Viper GTS-R               | M    | 96    |
| 40 DNF   | GT1       | 51 | Viper Team Oreca                           | Dominique Dupuy Perry McCarthy Justin Bell             | Chrysler 356-T6 8.0L V10           | M    | 96    |
| 41 DNF   | GT1       | 55 | Roock Racing Team                          | Jean-Pierre Jarier Jesús Pareja Dominic Chappell       | Porsche 911 GT2 Evo                | M    | 93    |
| 41 DNF   | GT1       | 55 | Roock Racing Team                          | Jean-Pierre Jarier Jesús Pareja Dominic Chappell       | Porsche 3.6L Turbo Flat-6          | M    | 93    |
| 42 DNF   | GT1       | 56 | Pilot Pen Racing                           | Michel Ferté Olivier Thévenin Nicolas Leboissetier     | Ferrari F40 LM                     | ?    | 93    |
| 42 DNF   | GT1       | 56 | Pilot Pen Racing                           | Michel Ferté Olivier Thévenin Nicolas Leboissetier     | Ferrari F120B 3.5L Turbo V8        | ?    | 93    |
| 43 DNF   | LMP1      | 2  | Kremer Racing                              | Steve Fossett George Fouché Stanley Dickens            | Kremer K8 Spyder                   | G    | 58    |
| 43 DNF   | LMP1      | 2  | Kremer Racing                              | Steve Fossett George Fouché Stanley Dickens            | Porsche Type-935 3.0L Turbo Flat-6 | G    | 58    |
| 44 DNF   | GT2       | 73 | Elf Haberthur Racing                       | Michel Neugarten Toni Seiler Bruno Ilien               | Porsche 911 GT2                    | D    | 46    |
| 44 DNF   | GT2       | 73 | Elf Haberthur Racing                       | Michel Neugarten Toni Seiler Bruno Ilien               | Porsche 3.6L Turbo Flat-6          | D    | 46    |
| 45 DNF   | GT2       | 81 | Team Marcos                                | Cor Euser Thomas Erdos Pascal Dro                      | Marcos Mantara LM600               | D    | 40    |
| 45 DNF   | GT2       | 81 | Team Marcos                                | Cor Euser Thomas Erdos Pascal Dro                      | Chevrolet 6.1L V8                  | D    | 40    |
| 46 DNF   | GT1       | 45 | Ennea SRL Igol                             | Jean-Marc Gounon Éric Bernard Paul Belmondo            | Ferrari F40 GTE                    | P    | 40    |
| 46 DNF   | GT1       | 45 | Ennea SRL Igol                             | Jean-Marc Gounon Éric Bernard Paul Belmondo            | Ferrari F120B 3.5L Turbo V8        | P    | 40    |
| 47 DNF   | GT2       | 70 | EMKA Productions                           | Steve O’Rourke Guy Holmes Soames Langston              | Porsche 911 GT2                    | D    | 32    |
| 47 DNF   | GT2       | 70 | EMKA Productions                           | Steve O’Rourke Guy Holmes Soames Langston              | Porsche 3.6L Turbo Flat-6          | D    | 32    |
| 48 DNF   | WSC       | 18 | Rocketsports Inc.                          | Andy Evans Yvan Muller Fermín Velez                    | Ferrari 333 SP                     | P    | 31    |
| 48 DNF   | WSC       | 18 | Rocketsports Inc.                          | Andy Evans Yvan Muller Fermín Velez                    | Ferrari F130E 4.0L V12             | P    | 31    |